# Mr. Lars, sognatore d'armi
Mr. Lars, sognatore d'armi (The Zap Gun), edito anche come Il sognatore d'armi, è un romanzo di fantascienza di Philip K. Dick pubblicato nel 1967.
È uno sguardo molto crudele sul futuro da parte di un autore che si è sempre distinto per la considerazione dedicata alla realtà alternativa, virtuale, che induce a sovrapporre piani diversi di esistenza.

## Trama
In un mondo ancora diviso tra due superpotenze, Pop-Ori e Bloc-Occ, i sognatori d'armi vengono impiegati da entrambe le parti per progettare ordigni mortali. Ma le armi terrificanti che i due blocchi sfornano regolarmente sono in realtà cianfrusaglie senza alcun potenziale bellico, frutto delle intuizioni paranormali dei "sognatori" e dal valore puramente estetico. Tra visioni lisergiche di motori a vapore, autori di fumetti che diventano inconsapevoli padroni del mondo e minacciosi satelliti alieni che incombono sulla Terra, l'anno 2004 immaginato da Philip K. Dick è un mondo allucinato che riflette una delle più crudeli e pessimistiche visioni del futuro dell'uomo. Tutti vengono manipolati, e spesso non si riesce a capire in quale livello di realtà ci si trovi, fisica o virtuale. Le macchine, gli androidi e i dispositivi elettronici condizionano le azioni degli individui, e gli uomini sono interessati solamente al controllo economico e politico del pianeta. Mr Lars sognatore d'armi racconta un'America immersa nel clima paranoico della Guerra Fredda, tra situazioni grottesche e visioni distorte della realtà.

## Edizioni
- Philip K. Dick, The Zap Gun, Pyramid Books, 1967,  p. 176.
- Philip K. Dick, Mr. Lars, sognatore d'armi, collana Galassia n° 109, Casa Editrice La Tribuna, 1970.
- Philip K. Dick, Mr. Lars, sognatore d'armi, collana Il Libro d'Oro della Fantascienza n° 58, Fanucci Editore, 1993.
- Philip K. Dick, Il sognatore d'armi, Piccola Biblioteca Oscar, Mondadori, 1999.